# Tjärn

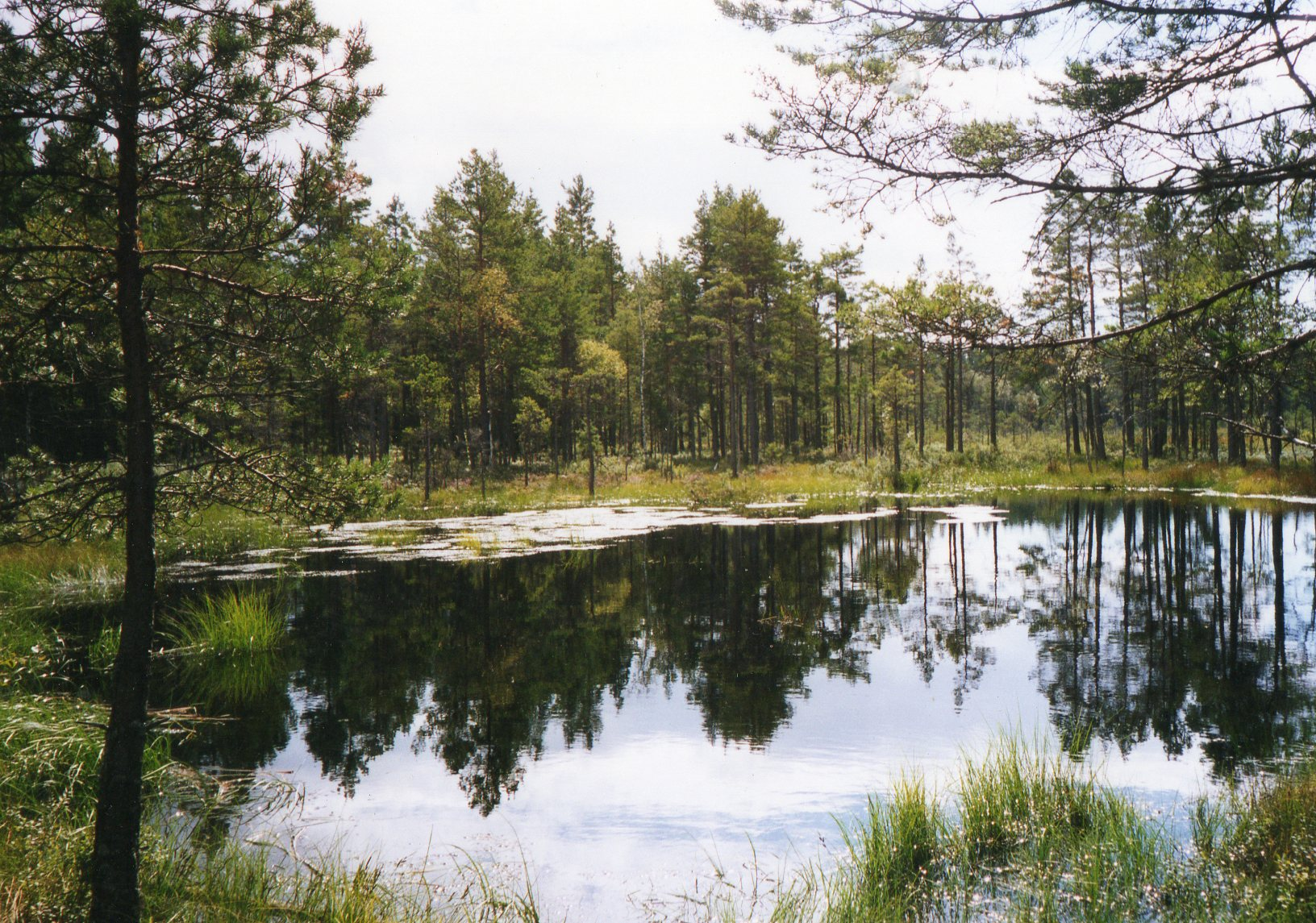
Tjärn vid Store Mosse nationalpark.

Spridning av sjöar med namnen Abborrtjärn och Abborrgöl med varianter i Sverige visar hur namngivningen av småsjöar varierar regionalt.

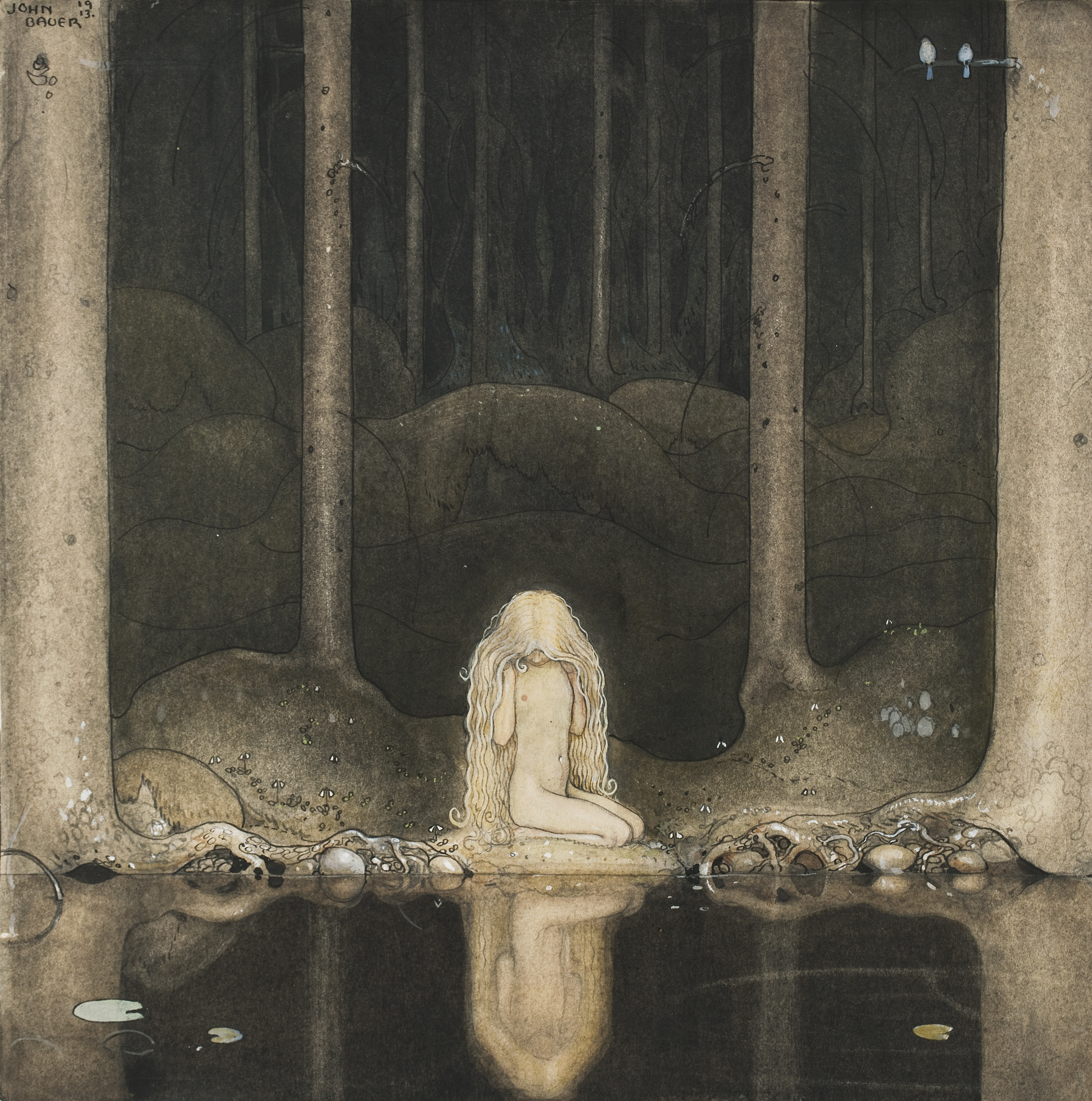
Tuvstarr vid en tjärn i Ännu sitter Tuvstarr kvar och ser ner i vattnet från 1913 av John Bauer.

En tjärn definieras som en liten insjö som bildats naturligt, vilket skiljer sig från en göl som är sumpig och i regel har stillastående vatten men även den är en skogssjö. Medan gölar förekommer i myrmark saknar tjärnar stränder av torv, vilket ger klarare vatten.
Skillnaden mellan tjärn och göl är att vattensamlingen som blev tjärnen har funnits på plats innan våtmarken bildades, medan gölen bildats uppe på våtmarken. En tjärn är normalt resten efter den sjö som vuxit igen när våtmarken bildades. Tjärnen har en fast tydlig strandlinje, även om de sista meterna ibland kan utgöras av gungfly. Gölens stränder är otydligare och strandlinjen kan beskrivas som att marken blir allt sankare för att till slut övergå helt i vatten. Gölens storlek varierar också mer med årstiderna. Tjärnens vatten är klarare än gölens, och i de flesta fall surare.
Det är dock ofta namnet på en vattensamling som avgör om den i vardagligt tal kallas "tjärn" eller "göl", och tendensen för småsjöar att ha tjärn- eller gölnamn varierar regionalt. I ett område från Göteborgstrakten i sydväst till Norrbotten i nordost dominerar tjärn-namn. I sydöstra Sverige har sådana småsjöar, oavsett vetenskapliga distinktioner, oftast namn på göl eller gyl, också där oberoende av hur de är belägna och har bildats. Regionala eller lokala varianter av tjärnnamnen är tjärnet (västra Dalsland med omgivande landskap), tärnen (norra Vättern) och  tärnan (Gästrikland).
Göl kan även avse ett mindre stillastående bihang till (men avskilt från) ett vattendrag, jämför korvsjö för en mycket större motsvarande variant. Ett annat namn för mindre sjöar är lok, vanligt främst i södra Norrland och norra Svealand.